# Комлошка
Комлошка (венг. Komlóska, русин. Комловшка) — село в медье Боршод-Абауй-Земплен на северо-востоке Венгрии. Является одним из двух сёл в Венгрии, где существуют русинские общины, и единственным, где русины составляли большинство населения. В местной школе русинский язык изучается согласно пряшевским нормативам (в отличие от села Мучонь, где изучают бачванский диалект).
С начала 2000-х годов в селе Комлошка отменили местные налоги, оставив только государственные. Это привело к тому, что сейчас село является «налоговой гаванью», здесь зарегистрировано несколько сотен компаний. При этом в селе до сих пор отсутствует мобильная связь.

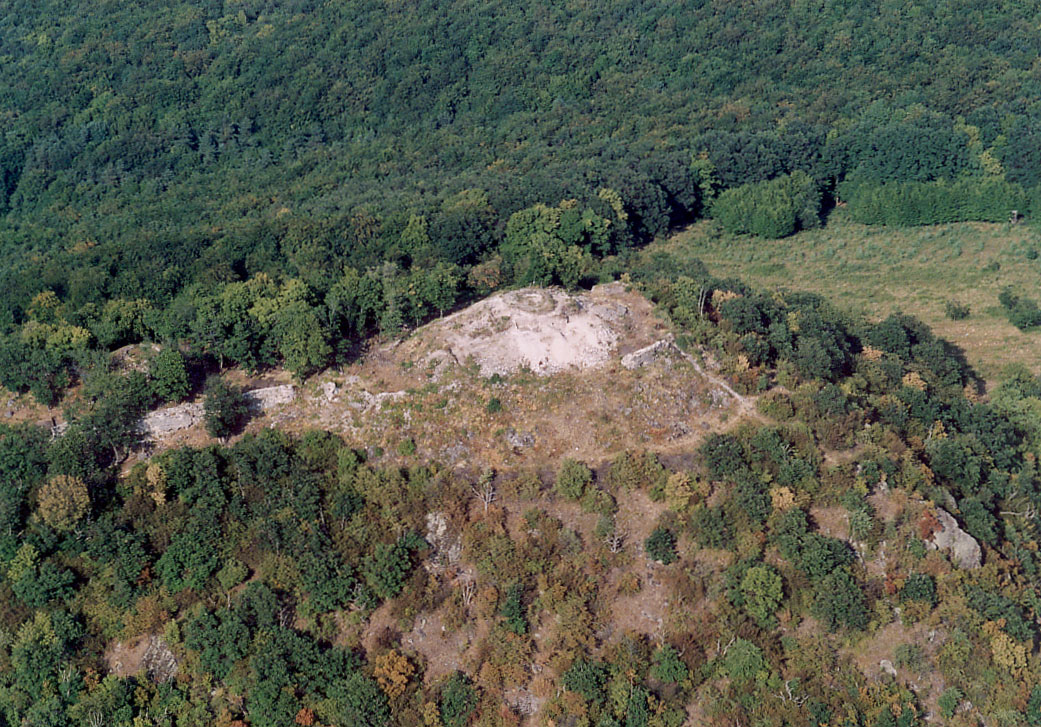
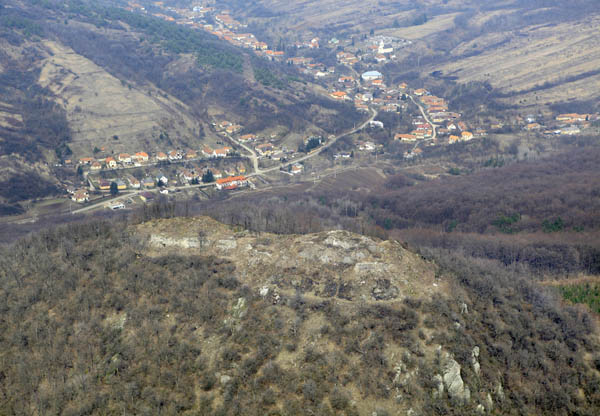
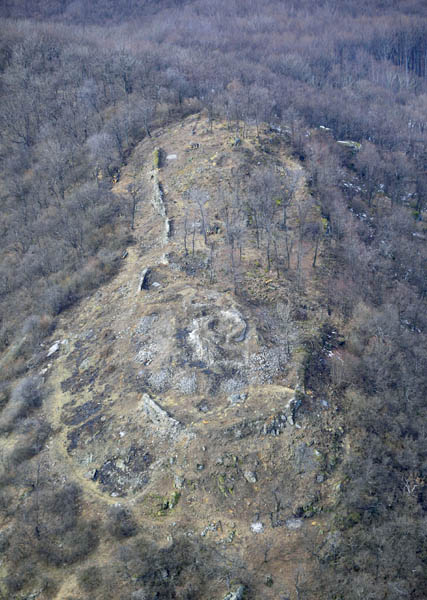
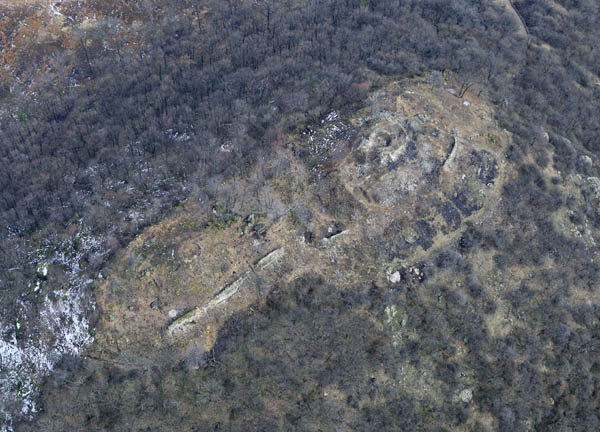

## Население
| Год  | Численность | Численность |
| ---- | ----------- | ----------- |
| 2013 | 240         | [ 4 ]       |
| 2014 | 233         | [ 5 ]       |
| 2015 | 233         | [ 6 ]       |
| 2021 | 209         | [ 7 ]       |
| 2022 | 234         | [ 8 ]       |
| 2023 | 231         | [ 9 ]       |
| 2024 | 220         | [ 1 ]       |